# Jardí Botànic de Karslruhe

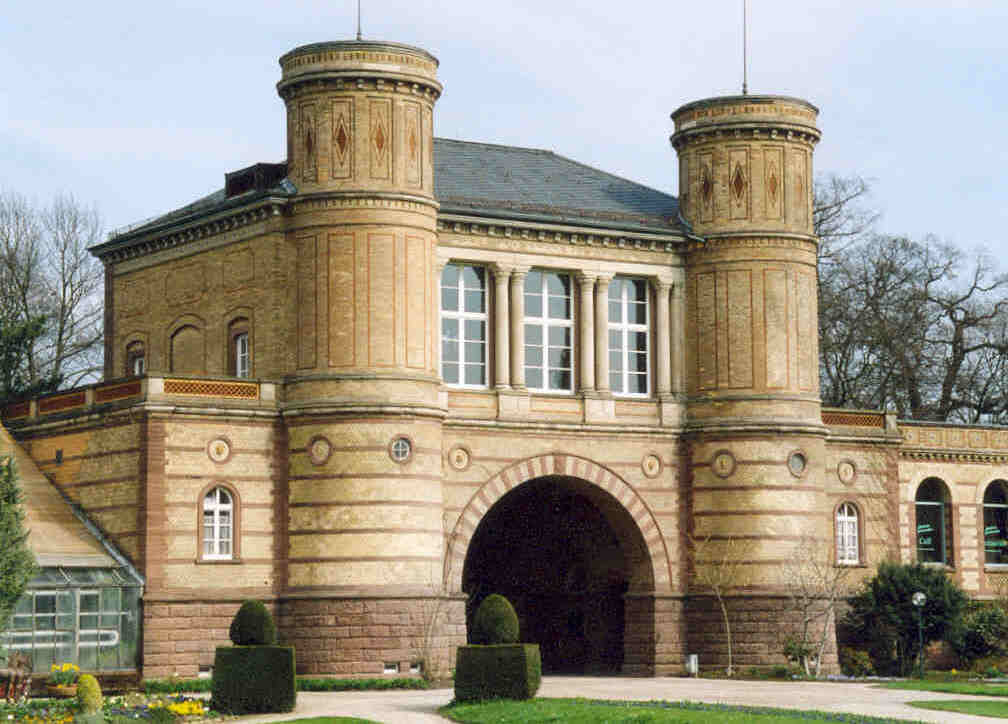
Entrada del jardí botànic.

El Jardí Botànic de Karlsruhe (en alemany: Botanischer Garten Karlsruhe) és un jardí botànic municipal de la ciutat de Karlsruhe, Alemanya.

## Localització
Se situa al costat dels jardins del castell Schlossgarten a Hans-Thoma-Straße 6, Karlsruhe, Baden-Württemberg, Alemanya.
Està obert tots els dies, excepte els dilluns; es cobra una tarifa d'entrada. Aquest jardí botànic no s'ha de confondre amb el Jardí Botànic de la Universitat de Karlsruhe administrat per la Universitat de Karlsruhe.

## Història
El jardí va ser establert pel Margrave Carlos Guillermo de Baden-Durlach, (1679-1738) i dissenyat per Carl Christian Gmelin. Entre 1853 i 1857 van ser creades tres cases de plantes per l'arquitecte Heinrich Hübsch. Els edificis van ser seriosament danyats o destruïts durant la Segona Guerra Mundial, però han estat reconstruïts: la casa de les Camelies i les Flors, reconstruïda l'any 1952 per a les exhibicions de cactus i suculentes; la casa de la palmera reconstruïda entre 1955 i 1956; la casa tropical, restaurada a la dècada de 1950.
En els terrenys del jardí hi ha diversos exemplars d'arbres rars plantats al Segle XIX.